# The Second Step: Chapter One
THE SECOND STEP: CHAPTER ONE es el primer EP (conocido como mini álbum) de la banda masculina surcoreana, TREASURE. Es el primer álbum de la saga THE SECOND STEP, luego del lanzamiento del primer álbum de estudio de la agrupación en enero de 2021. El miniálbum fue lanzado bajo YG Entertainment el 15 de febrero de 2022. El EP también es el último álbum en el que presentan YEDAM y MASHIHO, ya que dejaron el grupo y la agencia en noviembre de ese año.

## Antecedentes y promoción
El 11 de enero de 2022, YG lanzó un video adelanto que anuncia que la fecha de regreso sería el 15 de febrero. El 17 de enero, se publicó un póster conceptual de la agrupación para este primer miniálbum.
Los tres días siguientes, se publicaron imágenes conceptuales individuales. El 21 de enero, se empezaron a publicar cortos filmográficos individuales. Ya para el 24 de enero, se publicó el corto grupal con el concepto del álbum.
Al día siguiente, se compartió un cartel indicando el nombre de la canción principal: 'JIKJIN'. El 26 del mismo mes, se publicó el corto filmográfico conceptual de la canción principal.
Durante los siguientes días, se publicaron carteles de los integrantes con pistas de la letra de 'JIKJIN', luego los días siguientes, se publicaron cortos visuales de los integrantes.
El 2 de febrero, se publicó un video focalizado en los miembros del grupo con el concepto de la canción principal. Al día siguiente, se publicó la lista de canciones del miniálbum.
Asimismo, el 7 de febrero, se anunció el primer concierto del grupo: TRACE.
El primer miniálbum de TREASURE se publicó el 15 de febrero en todas las plataformas de streaming de la mano con el video musical de 'JIKJIN'.
El 24 de febrero, la banda recibió su primera victoria en un programa musical a través del programa Show Champion, de la cadena MBC gracias a 'JIKJIN'.

## Rendimiento comercial
El 20 de enero de 2022, se informó que el EP había alcanzado las 600.000 ventas de pedidos anticipados. El video musical de su canción principal, 'JIKJIN', adquirió una inversión de ₩ 500 millones (US$ 420.000) por parte del sello de la banda y acumuló 10 y 20 millones de visitas en 21 horas y menos de tres días respectivamente en YouTube, ambos récords personales.
Su número de visualizaciones aumentó cinco veces, más rápido que sus lanzamientos anteriores.Y el video musical superó los 100 millones de visualizaciones el 31 de octubre del mismo año.
El primer EP de la agrupación registró una cifra de ventas de 700.000 copias en tres días tras su lanzamiento, también un récord personal.
'DARARI', canción del miniálbum, se volvió viral en TikTok con más de 5 millones de videos utilizados en la plataforma. También alcanzó la posición 97 en las listas globales de Spotify.

## Lista de canciones
Lista de canciones y créditos según el 'TRACKLIST POSTER' publicado por YG.

### Versión coreana
| Lanzamiento digital |             |                                                                                          |                                                                                    |                              |          |  |
| N.º                 | Título      | Letras                                                                                   | Música                                                                             | Arreglos                     | Duración |  |
| 1.                  | «JIKJIN»    | CHOI HYUN SUK, CHOICE37, HAE, HARUTO, LIL G, LP, Se.A, Sonny y YOSHI                     | CHOI HYUN SUK, CHOICE37, FUTURE BOUNCE, HAE, HARUTO, LP, Se.A, Sonny y YOSHI       | CHOICE37, FUTURE BOUNCE y LP | 3:04     |  |
| 2.                  | «U»         | CHOI HYUN SUK, CHOICE37, HAE, HARUTO, Nu.D, LIL G, LP, Sonny y YOSHI                     | CHOI HYUN SUK, CHOICE37, HAE, HARUTO, Nu.D, LIL G, LP, Sonny y YOSHI               | CHOICE37, HAE y LP           | 2:48     |  |
| 3.                  | «DARARI»    | BANG YEDAM, CHOI HYUN SUK, CHOICE37, HARUTO, HAE, jaguaa, LIL G, LP, Se.A, Sonny y YOSHI | BANG YEDAM, CHOI HYUN SUK, CHOICE37, HARUTO, HAE, jaguaa, LIL G, LP, Sonny y YOSHI | CHOICE37 y HAE               | 3:40     |  |
| 4.                  | «IT'S OKAY» | AiRPLAY, CHOI HYUN SUK, KID WINE, HARUTO y YOSHI                                         | AiRPLAY y KID WINE                                                                 | AiRPLAY                      | 3:40     |  |
| 13:13               |             |                                                                                          |                                                                                    |                              |          |  |

| Disponible únicamente en su formato físico |                                                      |                          |                          |                 |          |  |
| N.º                                        | Título                                               | Letras                   | Música                   | Arreglos        | Duración |  |
| 1.                                         | «BFF (Best Friend Forever)»                          | CHOI HYUN SUK, MGNTK y Q | CHOI HYUN SUK, MGNTK y Q | MGNTK y Q       | 3:20     |  |
| 2.                                         | «Gonna Be Fine» (JIHOON x YEDAM x HARUTO x JEONGWOO) | Edle                     | Modo y Q                 | MGNTK, Modo y Q | 3:54     |  |
| 20:27                                      |                                                      |                          |                          |                 |          |  |

### Versión japonesa
| Lanzamiento digital |                      |                                                                                               |                                                                                    |                              |          |  |
| N.º                 | Título               | Letras                                                                                        | Música                                                                             | Arreglos                     | Duración |  |
| 1.                  | «JIKJIN -JP ver.-»   | CHOI HYUN SUK, CHOICE37, HAE, HARUTO, kickhaiku, LIL G, LP, Se.A, Sonny y YOSHI               | CHOI HYUN SUK, CHOICE37, FUTURE BOUNCE, HAE, HARUTO, LP, Se.A, Sonny y YOSHI       | CHOICE37, FUTURE BOUNCE y LP | 3:04     |  |
| 2.                  | «U -JP ver.-»        | CHOI HYUN SUK, CHOICE37, HAE, HARUTO, Nu.D, LIL G, LP, Sonny, YOSH y ZEROI                    | CHOI HYUN SUK, CHOICE37, HAE, HARUTO, Nu.D, LIL G, LP, Sonny y YOSHI               | CHOICE37, HAE y LP           | 2:48     |  |
| 3.                  | «DARARI -JP ver.-»   | BANG YEDAM, CHOI HYUN SUK, CHOICE37, HARUTO, HAE, jaguaa, JUN, LIL G, LP, Se.A, Sonny y YOSHI | BANG YEDAM, CHOI HYUN SUK, CHOICE37, HARUTO, HAE, jaguaa, LIL G, LP, Sonny y YOSHI | CHOICE37 y HAE               | 3:40     |  |
| 4.                  | «IT'S OKAY -JP ver.» | AiRPLAY, CHOI HYUN SUK, KID WINE, HARUTO, TA-TROW y YOSHI                                     |                                                                                    |                              |          |  |
| 13:13               |                      |                                                                                               |                                                                                    |                              |          |  |

| Disponible únicamente en su formato físico |                                                                |                                   |                          |                 |          |  |
| N.º                                        | Título                                                         | Letras                            | Música                   | Arreglos        | Duración |  |
| 1.                                         | «BFF (Best Friend Forever) -JP ver.-»                          | CHOI HYUN SUK, MGNTK, TA-TROW y Q | CHOI HYUN SUK, MGNTK y Q | MGNTK y Q       | 3:20     |  |
| 2.                                         | «Gonna Be Fine -JP ver.-» (JIHOON x YEDAM x HARUTO x JEONGWOO) | Edle y ZERO                       | Modo y Q                 | MGNTK, Modo y Q | 3:54     |  |
| 20:27                                      |                                                                |                                   |                          |                 |          |  |

## Reconocimientos
| Programa            | Fecha                 |
| ------------------- | --------------------- |
| Music Bank (KBS)    | 25 de febrero de 2022 |
| Show Champion (MBC) | 23 de febrero de 2022 |

## Listas musicales

### Lista semanal
| Chart (2022)                                 | Posición más alta |
| -------------------------------------------- | ----------------- |
| Álbumes de Corea del Sur (Gaon)              | 1                 |
| Álbumes de Japón (Oricon)                    | 1                 |
| Álbumes combinados de Japón (Oricon)         | 1                 |
| Álbumes populares de Japón (Billboard Japan) | 1                 |

### Lista mensual
| Chart (2022)                    | Posición más alta |
| ------------------------------- | ----------------- |
| Álbumes de Corea del Sur (Gaon) | 1                 |
| Álbumes de Japón (Oricon)       | 6                 |

### Lista de fin de año
| Chart (2022)                                 | Posición más alta |
| -------------------------------------------- | ----------------- |
| Álbumes de Corea del Sur (Circle)            | 24                |
| Álbumes de Japón (Oricon)                    | 48                |
| Álbumes de Japón (Oricon) (versión japonesa) | 55                |
| Álbumes populares de Japón (Billboard Japan) | 38                |

## Historial de versiones
| País          | Fecha                 | Versión  | Formato                      | Agencia | Ref    |
| ------------- | --------------------- | -------- | ---------------------------- | ------- | ------ |
| Varios        | 15 de febrero de 2022 | coreana  | Descarga digital · Streaming | YG      | [ 30 ] |
| Corea del Sur | 15 de febrero de 2022 | coreana  | CD · KiT                     | YG      | [ 31 ] |
| Japón         | 15 de febrero de 2022 | coreana  | CD · KiT                     | YG      | [ 32 ] |
| Japón         | 31 de marzo de 2022   | japonesa | CD · DVD                     | YGEX    | [ 33 ] |
| Varios        | 31 de marzo de 2022   | japonesa | Descarga digital · Streaming | YGEX    | [ 34 ] |